# Тайвань зелёный
«Тайвань зелёный» (кит. упр. 台灣翠青, пиньинь Táiwān cuìqīng, романизации южноминьского языка: Tâi-oân chhùi-chhiⁿ; англ. Taiwan the Green) — тайваньское стихотворение и песня морально-патриотического содержания. Текст стихотворения был задуман в 1977 году и завершен в 1993 тайваньским священником и поэтом
Тин Дзи-Гьёком (кит. трад. 鄭兒玉, упр. 郑儿玉 палл. Чжэн Эръюй; романизации южноминьского языка: Tīⁿ Jî-gio̍k; романизация в англоязычной прессе на Тайване: John Jyigiokk [Ti’n]). Стихотворение было положено на музыку в период между 1988 и 1993 композитором Сяо Тайжанем (Tyzen Hsiao). В англоязычном контексте произведение также известно как Taiwan the Formosa(«Тайвань — Формоза», или «Прекрасный Тайвань»), по старому европейскому названия острова (Формоза, то есть «прекрасный» по-португальски), популярному среди сторонников тайваньской независимости.
Текст представляет собой один из ранних примеров популярных стихов, созданных Движением тайваньской литературы в 1970-х и 1980-х годах. В 1994 Сяо использовал этот гимн в качестве завершающей части своей Увертюры 1947-го года для сопрано, хора и оркестра — музыкального произведения, посвященного событиям 28 февраля 1947 года.
«Тайвань зелёный» популярен среди про-демократических активистов. Наиболее известна его первая строфа, которая рассматривается участниками движения за независимость Тайваня в качестве потенциального государственного гимна будущей Тайваньской Республики. Полный текст из двух строф исполняется в церквях.
«Тайвань зелёный» упоминался в качестве одного из «шедевров» Чжэн Эръюя, когда в 2009 г. 87-летний автор стихотворения был удостоен почетной грамотой
Министерства Образования Китайской Республики, по случаю Международного дня родного языка.

## Оригинальный текст
Стихотворение написано на тайваньском языке системой романизации южноминьского языка. Впоследствии оно было переведено на другие языки, такие как хакка.
Thài-pêng-iûⁿ se-lâm hái-piⁿ, bí-lē-tó Tâi-oân chhùi-chhiⁿ.
Chá-chêng hō͘ gōa-pang thóng-tī, kiàn-kok taⁿ teh chhut-thâu-thiⁿ.
Kiōng-hô-kok hiàn-hoat ê ki-chhó͘, sù-cho̍k-kûn pêng-téng saⁿ hia̍p-chō͘.
Jîn-lūi bûn-hòa, sè-kài hô-pêng, kok-bîn hiòng-chêng kòng-hiàn châi-lêng.
Choè goân-thaû Siōng-tè chhòng-chō, bí-lē-tó Tâi-oân choè-hó.
Siúⁿ-sù hō͘ chó͘-sian khiā-khí, kiàn-kok taⁿ Siōng-chú liap-lí.
Chú Ki-tok kok-ka ê kun-ông, lí-sióng-pang bo̍k-phiau ê kià-bōng.
Lán beh kiàn-siat jîn-ài kong-gī, chó͘-kok moá-toē chhin-chhiūⁿ tī thiⁿ. (A-men.)

## Текст на китайском

### Иероглифический (путунхуаили гоюй)
太平洋西南海邊，美麗島台灣翠青。
早前受外邦統治，獨立今在出頭天。
共和國憲法的基礎，四族群平等相協助。
人類文化世界和平，國民向前貢獻才能。
最源頭上帝創造，美麗島台灣做好，
賞賜互相公居起，建國今是祂攝理。
主基督國家的君王，理想邦目標的寄望，
咱欲建設仁愛公義，祖國滿地親像在天。

### Пиньинь
Tàipíngyáng xīnán hǎibiān, měilì dǎo Táiwān cuìqīng.
Zǎoxiān shòu wàibāng tǒngzhì, dúlì zán yào chūtóu tiān.
Gònghéguó-de xiànfǎ jīchǔ: sì zúqún píngděng xiāng xiézhù,
Rénlèi wénhuà, shìjiè hépíng. Guómín xiàngqián gòngxiàn cáinéng.
Zuì yuántóu Shàngdì chuàngzào, měilì dǎo Táiwān zuò hǎo,
Shǎngcì hùxiàng gōng jū qǐ, jiànguó jīn shì tā shèlǐ.
Zhǔ Jīdū guójiā-de jūnwáng, lǐxiǎng bāng mùbiāo-de jì wàng,
Zán yù jiànshè rén'ài gōngyì, Zǔguó mǎn dì qīn xiàng zài tiān.

## Перевод на русский язык
На юго-западной стороне Тихого Океана, прекрасный остров, зелёный Тайвань.
Раньше были под чужой властью, теперь свободные мы сами выходим в мир.
Вот основы нашей республики: взаимопомощь четырёх равных народностей.
Культуре человечества, миру во всём мире наш народ посвящает свои таланты.
Сначала Бог создал прекрасный остров, [наш] любимый Тайвань,
Дал его [нам] чтобы жить вместе, и сейчас ещё смотрит за созиданием [нашей] страны.
Господь Иисус — царь [нашей] страны, [и] мы верим в нашу цель — идеальное государство,
Добрыми и справедливыми деяниями мы уподобим небесам всю землю нашей Родины.

### Комментарии
- 美麗島 — «прекрасный остров» — китайская калька старого европейского названия острова (Формоза, то есть «прекрасный» по-португальски), популярного среди сторонников тайваньской независимости.
- 四族群 — «четыре этноса» — четыре основные этнические группы Тайваня: хокло, хакка, аборигены Тайваня и материковые китайцы (переселенцы, прибывшие в 1946—1949 гг)[7] (ср. с символикой «Гармонии пяти рас», в ранней Китайской Республике)
- 滿地親像在天 — «по всей земле как на небе» — аллюзия на 在地裡親像在天裡 («на земле, как на небе») из «Отче наш»